# Fed Cup 2012

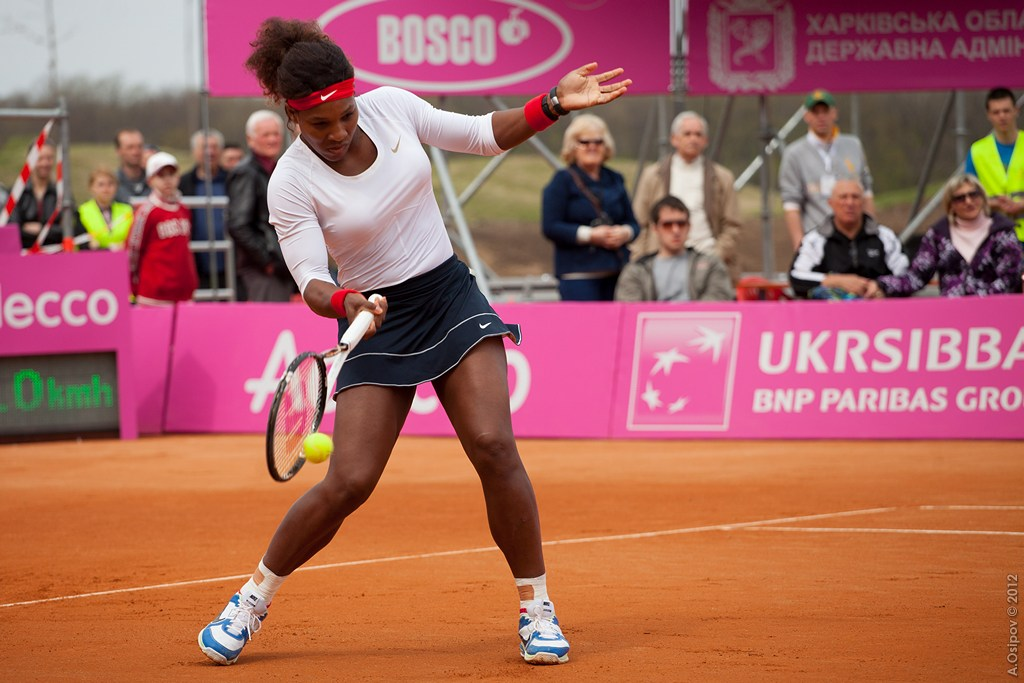
Serena Williamsová v dubnové baráži Světové skupiny na ukrajinské antuce

Fed Cup 2012, oficiálně se jménem sponzora Fed Cup by BNP Paribas 2012, byl jubilejní 50. ročník ženské tenisové týmové soutěže ve Fed Cupu, největší kolektivní soutěže v ženském sportu. Los se uskutečnil 17. července 2011 v japonském Kóbe. Obhájkyně titulu, hráčky České republiky, v předešlém finále hraném 5. a 6. listopadu 2011 v Moskvě zdolaly Rusko 3:2.
První kolo Světové skupiny tohoto ročníku se konalo mezi 4. a 5. únorem, semifinále pak 21. a 22. dubna a finále se hrálo 3. a 4. listopadu 2012. Na domácí půdě k němu nastoupil obhájce titulu Česká republika proti Srbsku, které bojoval o titul poprvé v historii. Češky vyhrály 3:1 na zápasy a připsaly si sedmý titul, čímž se posunuly na celkové druhé místo za Spojené státy, když vyrovnaly sedm trofejí Australanek.

## Světová skupina

### Pavouk
|  | Čtvrtfinále 4. – 5. února        | Čtvrtfinále 4. – 5. února        | Čtvrtfinále 4. – 5. února        |                                  |                               | Semifinále 21. – 22. dubna   | Semifinále 21. – 22. dubna   | Semifinále 21. – 22. dubna   |                              |                              | Finále 3. – 4. listopadu | Finále 3. – 4. listopadu | Finále 3. – 4. listopadu |                     |                     |
|  |                                  |                                  |                                  |                                  |                               |                              |                              |                              |                              |                              |                          |                          |                          |                     |                     |
|  | Moskva, Rusko (hala, tvrdý)      |                                  |                                  |                                  |                               |                              |                              |                              |                              |                              |                          |                          |                          |                     |                     |
|  | 1                                | Rusko                            | 3                                |                                  |                               |                              |                              |                              |                              |                              |                          |                          |                          |                     |                     |
|  |                                  | Španělsko                        | 2                                |                                  |                               | Moskva, Rusko (hala, antuka) | Moskva, Rusko (hala, antuka) | Moskva, Rusko (hala, antuka) | Moskva, Rusko (hala, antuka) | Moskva, Rusko (hala, antuka) |                          |                          |                          |                     |                     |
|  |                                  |                                  |                                  |                                  | 1                             | Rusko                        | 2                            |                              |                              |                              |                          |                          |                          |                     |                     |
|  | Charleroi, Belgie (hala, tvrdý)  | Charleroi, Belgie (hala, tvrdý)  | Charleroi, Belgie (hala, tvrdý)  | Charleroi, Belgie (hala, tvrdý)  |                               |                              | Srbsko                       | 3                            |                              |                              |                          |                          |                          |                     |                     |
|  | 4                                | Belgie                           | 2                                |                                  |                               |                              |                              |                              |                              |                              |                          |                          |                          |                     |                     |
|  |                                  | Srbsko                           | 3                                |                                  |                               |                              |                              |                              |                              |                              | Česko (hala, tvrdý)      | Česko (hala, tvrdý)      | Česko (hala, tvrdý)      | Česko (hala, tvrdý) | Česko (hala, tvrdý) |
|  |                                  |                                  |                                  |                                  |                               |                              |                              |                              |                              |                              |                          | Srbsko                   | 1                        |                     |                     |
|  | Biella, Itálie (hala, antuka)    | Biella, Itálie (hala, antuka)    | Biella, Itálie (hala, antuka)    | Biella, Itálie (hala, antuka)    | Biella, Itálie (hala, antuka) |                              |                              |                              |                              |                              | 2                        | Česko                    | 3                        |                     |                     |
|  | 3                                | Itálie                           | 3                                |                                  |                               |                              |                              |                              |                              |                              |                          |                          |                          |                     |                     |
|  |                                  | Ukrajina                         | 2                                |                                  |                               | Ostrava, Česko (hala, tvrdý) | Ostrava, Česko (hala, tvrdý) | Ostrava, Česko (hala, tvrdý) | Ostrava, Česko (hala, tvrdý) | Ostrava, Česko (hala, tvrdý) |                          |                          |                          |                     |                     |
|  |                                  |                                  |                                  |                                  | 3                             | Itálie                       | 1                            |                              |                              |                              |                          |                          |                          |                     |                     |
|  | Stuttgart, Německo (hala, tvrdý) | Stuttgart, Německo (hala, tvrdý) | Stuttgart, Německo (hala, tvrdý) | Stuttgart, Německo (hala, tvrdý) |                               | 2                            | Česko                        | 4                            |                              |                              |                          |                          |                          |                     |                     |
|  |                                  | Německo                          | 1                                |                                  |                               |                              |                              |                              |                              |                              |                          |                          |                          |                     |                     |
|  | 2                                | Česko                            | 4                                |                                  |                               |                              |                              |                              |                              |                              |                          |                          |                          |                     |                     |

### Finále

#### Česko vs. Srbsko
| O2 arena, Praha, Česko 4. – 5. listopadu 2012 tvrdý – Novacrylic Ultracushion (hala) |  |                                                                             |     |     |    |            |  |  |
| \| 1. \| \| Lucie Šafářová Ana Ivanovićová \| 6 4 \| 6 3 \| \| \| \| \| \| 2. \| \| Petra Kvitová Jelena Jankovićová \| 6 4 \| 6 1 \| \| \| \| \| \| 3. \| \| Petra Kvitová Ana Ivanovićová \| 3 6 \| 5 7 \| \| \| \| \| \| 4. \| \| Lucie Šafářová Jelena Jankovićová \| 6 1 \| 6 1 \| \| \| \| \| \| 5. \| \| Andrea Hlaváčková / Lucie Hradecká Bojana Jovanovská / Aleksandra Krunićová \| \| \| \| nehrálo se \| \| \| \| \| \| \| \| \| \| \| \| \| \| \| \| \| \| \| \| \| \| \| \| \| \| \| \| \| \| \| \| \| \| \| \| \| \| \| \| \| \| \| \| \| \| \| \| \| \| \| \| \| |  |                                                                             |     |     |    |            |  |  |
| |  |                                                                             | 1.  | 2.  | 3. |            |  |  |
| 1. |  | Lucie Šafářová Ana Ivanovićová                                              | 6 4 | 6 3 |    |            |  |  |
| 2. |  | Petra Kvitová Jelena Jankovićová                                            | 6 4 | 6 1 |    |            |  |  |
| 3. |  | Petra Kvitová Ana Ivanovićová                                               | 3 6 | 5 7 |    |            |  |  |
| 4. |  | Lucie Šafářová Jelena Jankovićová                                           | 6 1 | 6 1 |    |            |  |  |
| 5. |  | Andrea Hlaváčková / Lucie Hradecká Bojana Jovanovská / Aleksandra Krunićová |     |     |    | nehrálo se |  |  |
| |  |                                                                             |     |     |    |            |  |  |
| |  |                                                                             |     |     |    |            |  |  |
| |  |                                                                             |     |     |    |            |  |  |
| |  |                                                                             |     |     |    |            |  |  |
| |  |                                                                             |     |     |    |            |  |  |

## Baráž Světové skupiny
Čtyři týmy, které prohrály v 1. kole Světové skupiny (Belgie, Německo, Španělsko, Ukrajina) se utkaly v baráži o Světovou skupinu se čtyřmi vítěznými družstvy ze Světové skupiny II (Austrálie, Japonsko, Slovensko, USA). Podle aktuálního žebříčku ITF byly čtyři nejvýše klasifikované týmy nasazeny.
| Baráž Světové skupiny – 21. a 22. dubna | Baráž Světové skupiny – 21. a 22. dubna | Baráž Světové skupiny – 21. a 22. dubna | Baráž Světové skupiny – 21. a 22. dubna |
| Místo konání                            | Domácí                                  | Výsledek                                | Hosté                                   |
| --------------------------------------- | --------------------------------------- | --------------------------------------- | --------------------------------------- |
| Charkov, Ukrajina (venku, antuka)       | Ukrajina                                | 0–5                                     | Spojené státy (1)                       |
| Tokio, Japonsko (hala, tvrdý)           | Japonsko                                | 4–1                                     | Belgie (2)                              |
| Marbella, Španělsko (venku, antuka)     | Španělsko (3)                           | 2–3                                     | Slovensko                               |
| Stuttgart, Německo (hala, antuka)       | Německo                                 | 2–3                                     | Austrálie (4)                           |

## Světová skupina II
Světová skupina II představovala druhou nejvyšší úroveň soutěže. Čtyři vítězné týmy nastoupily k barážovým utkáním o účast ve Světové skupině 2013 a poražení pak odehráli baráž o setrvání v této úrovni soutěže v příštím ročníku.
| Světová skupina II – 4. a 5. února       | Světová skupina II – 4. a 5. února | Světová skupina II – 4. a 5. února | Světová skupina II – 4. a 5. února |
| Místo konání                             | Domácí                             | Výsledek                           | Hosté                              |
| ---------------------------------------- | ---------------------------------- | ---------------------------------- | ---------------------------------- |
| Worcester, Spojené státy (hala, tvrdý)   | Spojené státy (1)                  | 5–0                                | Bělorusko                          |
| Tokio, Japonsko (venku, tvrdý)           | Japonsko (4)                       | 5–0                                | Slovinsko                          |
| Bratislava, Slovensko (hala, tvrdý)      | Slovensko (3)                      | 3–2                                | Francie                            |
| Granges-Paccot, Švýcarsko (hala, antuka) | Švýcarsko                          | 1–4                                | Austrálie (2)                      |

## Baráž Světové skupiny II
Čtyři týmy, které prohrály v 1. kole Světové skupiny II se utkaly v baráži o Světovou skupinu II se čtyřmi kvalifikanty z 1. skupin oblastních zón. Dva týmy se k barážovým zápasům kvalifikovaly z evropsko-africké zóny, jeden z asijsko-oceánské zóny a jeden z americké zóny.
| Baráž Světové skupiny II – 21. a 22. dubna | Baráž Světové skupiny II – 21. a 22. dubna | Baráž Světové skupiny II – 21. a 22. dubna | Baráž Světové skupiny II – 21. a 22. dubna |
| Místo konání                               | Domácí                                     | Výsledek                                   | Hosté                                      |
| ------------------------------------------ | ------------------------------------------ | ------------------------------------------ | ------------------------------------------ |
| Besançon, Francie (tvrdý, hala)            | Francie (1)                                | 5–0                                        | Slovinsko                                  |
| Yverdon-les-Bains, Švýcarsko (tvrdý, hala) | Švýcarsko (2)                              | 4–1                                        | Bělorusko                                  |
| Borås, Švédsko (tvrdý, hala)               | Švédsko (3)                                | 4–1                                        | Velká Británie                             |
| Buenos Aires, Argentina (venku, antuka)    | Argentina (4)                              | 4–1                                        | Čína                                       |

## Americká zóna

### 1. skupina
- Místo konání: Graciosa Country Club, Curitiba, Brazílie (antuka, venku)
- Datum: 30. ledna – 5. února

Účastníci
- Argentina – postup do baráže o účast ve Světové skupině II pro rok 2013
- Bahamy – sestup do 2. skupiny Americké zóny pro rok 2013
- Brazílie
- Bolívie – sestup do 2. skupiny Americké zóny pro rok 2013
- Kanada
- Kolumbie
- Paraguay
- Peru
- Venezuela

### 2. skupina
- Místo konání: Guadalajara, Mexiko
- Datum: týden od 16. dubna

Účastníci
- Chile – postup do 1. skupiny Americké zóny pro rok 2013
- Kostarika
- Dominikánská republika
- Ekvádor
- Guatemala
- Jamajka
- Mexiko – postup do 1. skupiny Americké zóny pro rok 2013
- Panama
- Portoriko
- Trinidad a Tobago
- Uruguay

## Zóna Asie a Oceánie

### 1. skupina
- Místo konání: Shenzhen Luohu Tennis Centre, Šen-čen, Čínská lidová republika (venku, tvrdý)

- Datum: 30. ledna – 5. února

Účastníci
- Čína – postup do baráže o účast ve Světové skupině II pro rok 2013
- Tchaj-wan
- Indonésie – sestup do 2. skupiny zóny Asie a Oceánie pro rok 2013
- Kazachstán
- Jižní Korea
- Thajsko
- Uzbekistán

### 2. skupina
- Místo konání: Shenzhen Luohu Tennis Centre, Šen-čen, Čínská lidová republika (venku, tvrdý)

- Datum: 30. ledna – 5. února

Účastníci
- Hongkong
- Indie – postup do 1. skupiny zóny Asie a Oceánie pro rok 2013
- Írán
- Kyrgyzstán
- Omán
- Pákistán
- Filipíny
- Singapur
- Srí Lanka
- Turkmenistán

## Zóna Evropy a Afriky

### 1. skupina

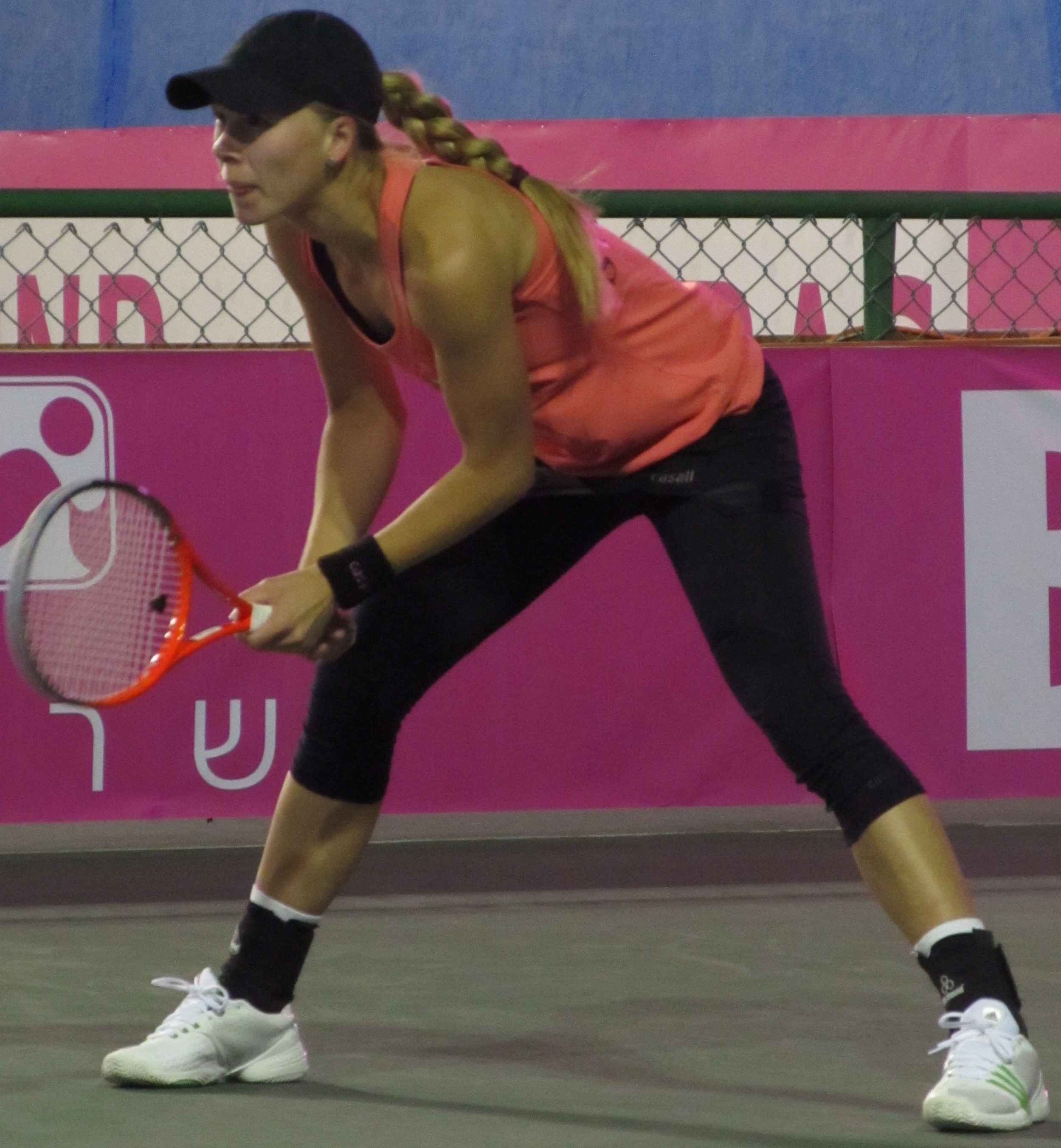
Švédka Johanna Larssonová v 1. skupině

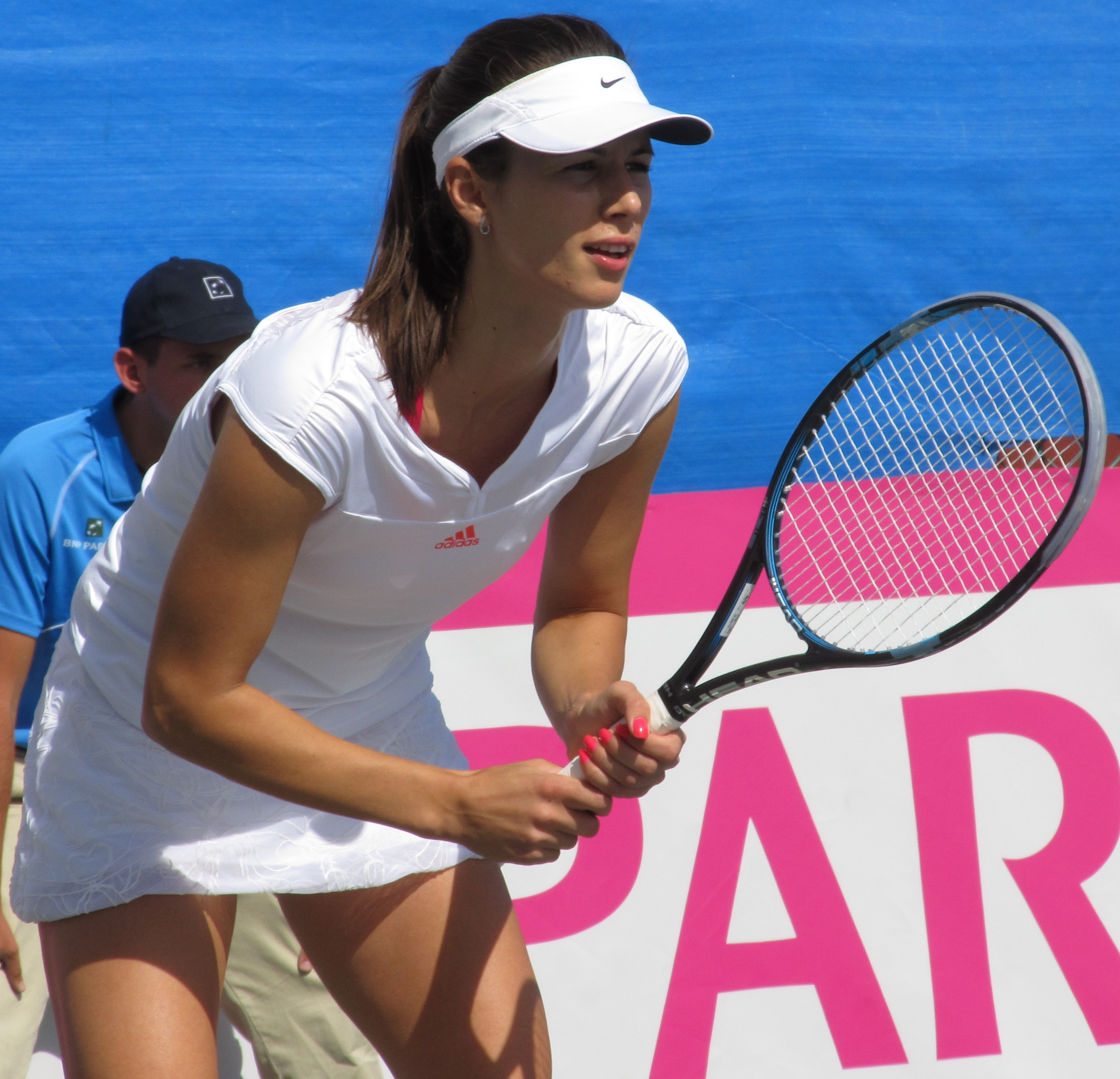
Bulharka Cvetana Pironkovová v 1. skupině

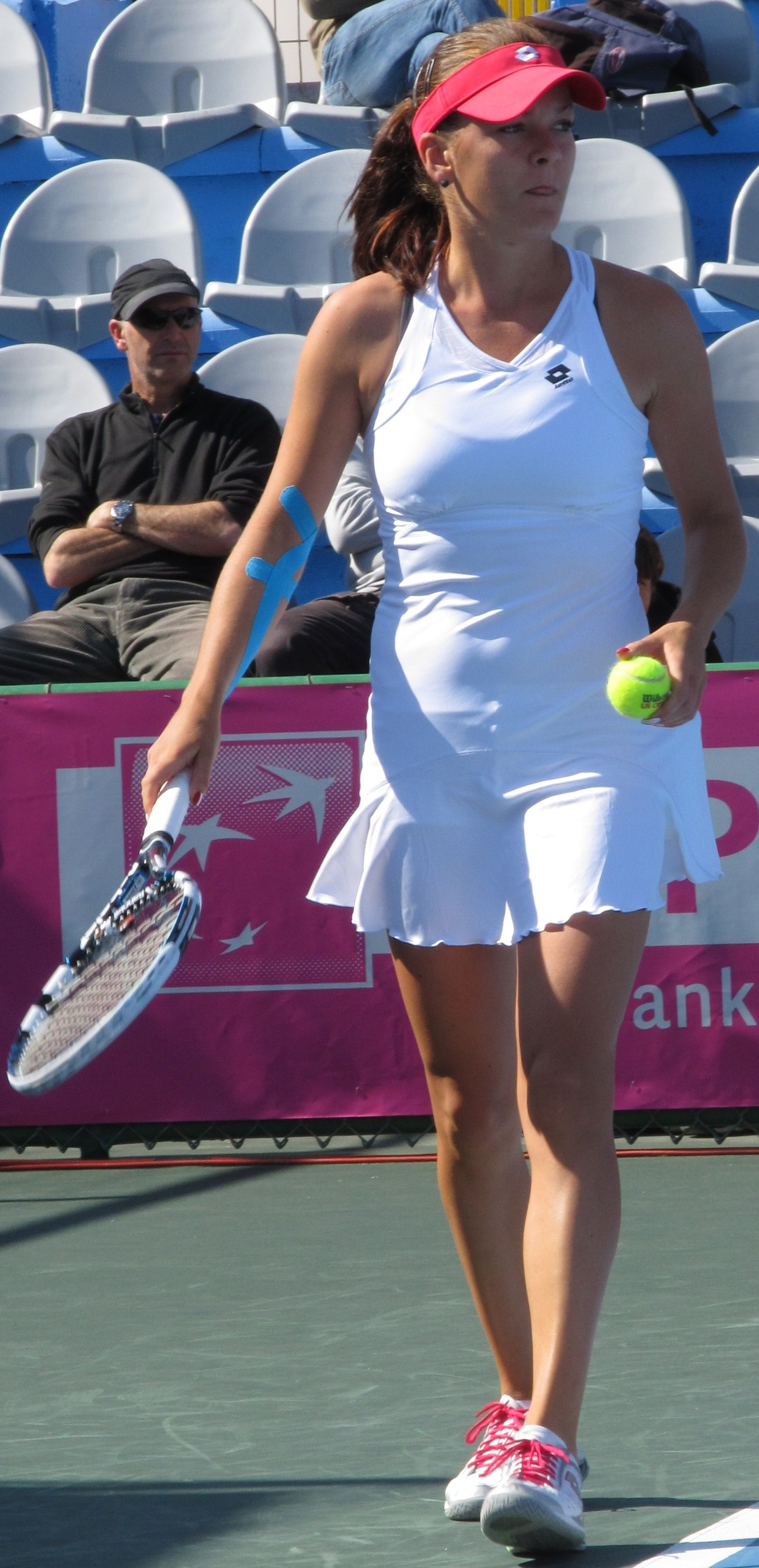
Polka Agnieszka Radwańská v 1. skupině

- Místo konání: Municipal Tennis Club, Ejlat, Izrael (venku, tvrdý)

- Datum: 30. ledna – 5. února

Účastníci
- Rakousko
- Bosna a Hercegovina
- Bulharsko
- Chorvatsko
- Estonsko – sestup do 2. skupiny zóny Evropy a Afriky pro rok 2013
- Velká Británie – postup do baráže o účast ve Světové skupině II pro rok 2013
- Řecko – sestup do 2. skupiny zóny Evropy a Afriky pro rok 2013
- Maďarsko
- Izrael
- Lucembursko
- Nizozemsko
- Polsko
- Portugalsko
- Rumunsko
- Švédsko – postup do baráže o účast ve Světové skupině II pro rok 2013

### 2. skupina
- Místo konání: Gizera Sporting Club, Káhira, Egypt

- Datum: týden od 16. dubna

Účastníci
- Dánsko – sestup do 3. skupiny zóny Evropy a Afriky pro rok 2013
- Finsko
- Gruzie – postup do 1. skupiny zóny Evropy a Afriky pro rok 2013
- Lotyšsko
- Černá Hora
- Norsko – sestup do 3. skupiny zóny Evropy a Afriky pro rok 2013
- Jižní Afrika
- Turecko – postup do 1. skupiny zóny Evropy a Afriky pro rok 2013

### 3. skupina
- Místo konání: Gizera Sporting Club, Káhira, Egypt

- Datum: týden od 16. dubna

Účastníci
- Alžírsko
- Arménie
- Kypr
- Egypt
- Island
- Irsko
- Keňa
- Litva – postup do 2. skupiny zóny Evropy a Afriky pro rok 2013
- Makedonie
- Malta
- Moldavsko
- Maroko
- Namibie
- Tunisko – postup do 2. skupiny zóny Evropy a Afriky pro rok 2013